# Кид Каплан
Луис Каплан (род.15 октября 1901, Киев), более известный как Кид Каплан (англ. Kid Kaplan) — украинский боксер-профессионал в полулёгком весе, чемпион мира (1925—1926).

## Биография
Каплан и его семья эмигрировали в США из Российской империи, когда ему было пять лет, и поселились в Мериден в штате Коннектикут. Он увлекся боксом в подростковом возрасте и начал тренировки в спортивном клубе Lenox Athletic в Меридени. Профессионалом стал 1919 году.
За первые четыре года профессиональной карьеры провел 50 боев. Его первые несколько поединков были проведены под именем Бенни Миллер. Это произошло потому, что фамилия Каплан не была известна среди боксеров.
2 января 1925 года в Мэдисон-сквер-гарден, нокаутировав в девятом раунде Дэнни Крамера, стал чемпионом мира в полулегком весе.
1926 года отказался от титула чемпиона и перешел в более высокую весовую категорию.
После поражения 1933 года в бою с Кокоа Кид закончил свою боксерскую карьеру.
Умер 26 октября 1970 года в Норвич.
2003 года Каплана введен в Международный зал боксерской славы (англ. International Boxing Hall of Fame).
Каплан, который был евреем, был введен в международный зал славы еврейского спорта в 1986 году.